# Георги Попиванов (революционер)
Вижте пояснителната страница за други личности с името Георги Попиванов.
Георги Христов Попиванов (изписване до 1945 година: Георги попъ Ивановъ) е български политик и революционер, деец на Вътрешната македонска революционна организация, а по-късно на Български земеделски народен съюз.

## Биография
Георги Попиванов е роден на 20 април 1900 година в сярско-демирхисарското село Крушево, тогава в Османската империя, днес в Гърция. Присъединява се към ВМРО и става четник при струмишкия войвода Георги Въндев, а сетне при петричкия войвода Алеко Василев.
По-късно се присъединява към Български земеделски народен съюз, избиран е за народен представител, а след налагането на комунистическия режим лежи в лагера Белене.
Умира на 2 юли 1960 година в София. Баща е на артистката Лили Попиванова (1922 - 2008).